# Люїтре-Домп'єрр
Люїтре-Домп'єрр (фр. Luitré-Dompierre) — муніципалітет у Франції, у регіоні Бретань, департамент Іль і Вілен. Люїтре-Домп'єрр утворено 1 січня 2019 року шляхом злиття муніципалітетів Домп'єрр-дю-Шемен i Люїтре. Адміністративним центром муніципалітету є Люїтре. Населення — 1818 осіб (01.01.2021).